# الدوري النرويجي الممتاز 2007
الدوري النرويجي الممتاز 2007 (بالنرويجية: Tippeligaen 2007) هو الموسم 63 من  الدوري النرويجي الممتاز. أقيم خلال الفترة 9 أبريل 2007 وحتى 3 نوفمبر 2007، وكان عدد الأندية المشاركة فيه  14، وفاز فيه نادي بران.